# اچ‌ام‌اس بیرمنگام (دی۸۶)
اچ‌ام‌اس بیرمنگام (دی۸۶) (به انگلیسی: HMS Birmingham (D86)) یک کشتی بود که طول آن ۱۲۵ متر (۴۱۰ فوت) بود. این کشتی در سال ۱۹۷۳ ساخته شد.